# آندره‌آ سارتورتی
آندره آ سارتورتی (به ایتالیایی: Andrea Sartoretti) (متولد ۱۹ ژوئن ۱۹۷۱ در پروجا) بازیکن سابق والیبال اهل ایتالیا و مدیر فعلی باشگاه مودنا است. سارتورتی یکی از ستاره های نسل طلایی تیم ملی والیبال ایتالیا به شمار می رفت. او از سال ۱۹۹۳ تا ۲۰۰۴ عضو تیم ملی ایتالیا بود.

## باشگاهی
سارتورتی در رده باشگاهی از سال ۸۸-۱۹۸۷ با تیم کاستلو در سری آ۲ آغاز کرد. سارتورتی در سال ۱۹۹۱ به مسیجرو راونا پیوست و با راونا موفق به کسب ۳ قهرمانی لیگ قهرمانان اروپا و ۲ سوپر جام اروپا شد. مودنا مقصد بعدی او بود جایی که او اولین قهرمانی سری آ خود را به دست آورد و کاپ جام حذفی و جام چلنج کاپ را نیز بالای سر برد. او تا سال ۲۰۰۰ در مونتیچیاری توپ زد و در سال ۲۰۰۰ به کونیو پیوست و تا ۲۰۰۲ در این تیم حضور داشت و توانست برای دومین بار قهرمانی در جام حذفی ایتالیا و چلنج کاپ اروپا را تجربه کند. سارتورتی ۲۰۰۲ تا ۲۰۰۵ را در ترنتینو حضور داشت و در سال ۲۰۰۵ به مودنا پیوست و تا سال ۲۰۰۹ در این تیم حضور داشت.

## ملی
سارتورتی در سال ۱۹۹۳ اولین بازی ملی خود را در برابر هلند به سرانجام رسانید. سارتورتی در مجموع با ایتالیا ۴ قهرمانی لیگ جهانی، دو مدال نقره و یک مدال برنز المپیک، ۱ مدال نقره قهرمانی اروپا، ۲ مدال طلا جام جهانی و ۱ مدال طلا قهرمانی جهان را به دست آورد.